# Jacques Fabbri
Jacques Fabbri, pseudonimo di Jacques Claude Fabbricotti (Parigi, 4 luglio 1925 – Tourgéville, 24 dicembre 1997), è stato un attore e regista francese.

## Biografia
Fabbri nel 1947 entrò alla scuola Vieux Colombier. Vi rimase per due anni prendendo lezioni da Henri Rollan, Michel Vitold e Tania Balachova. Esordì come attore in Lucienne et le boucher di Marcel Aymé, invece nel cinema con Les Dieux du Dimanche di René Lucot e si dedicò inizialmente ad un'intensa attività di cabaret.
Nel 1953 fondò la propria compagnia teatrale che vinse il concorso Jeunes Compagnies, indetto per premiare le giovani compagnie emergenti. Da allora presentò una serie di spettacoli, quasi sempre buffoneschi, su testi scritti appositamente per lui, in particolare da P. A. Bréal (Les Hussards e La grande oreille) e da Claude Santelli (Le fantôme e La famille Arlequin, inscenandoli secondo una tecnica ispirata al ritmo e all'inventiva della Commedia dell'arte, filtrati attraverso una sensibilità squisitamente moderna.
Nel 1965 diresse Sogno di una notte di mezza estate alla Comédie-Française e contemporaneamente debuttò come regista cinematografico con il film Les Pieds dans le plâtre. Si fece conoscere in televisione nella serie Schulmeister, poi nel programma televisivo Tutti Fabbri in onda sul Primo canale da domenica 13 gennaio 1974, cui succedette il programma Le Luron de Midi.
Fu anche un grande appassionato del jazz, soprattutto di quello tradizionale. Era sposato con l'attrice Claudine Collas.
Jacques Fabbri è sepolto nel cimitero di Montmartre.

## Filmografia
- Le sedicenni (Rendez-vous de juillet), regia di Jacques Becker (1949)
- La lussuria, episodio de I sette peccati capitali, regia di Yves Allégret (1952)
- Mon frangin du Sénégal, regia di Guy Lacourt (1953)
- Lo spretato (Le Defroqué), regia di Léo Joannon (1954)
- Destini di donne (Destinées), regia di Marcello Pagliero, Jean Delannoy e Christian-Jaque (1954)
- Gli uomini non pensano che a quello (Les Hommes ne pensent qu'à ça), regia di Yves Robert (1954)
- Grandi manovre (Les Grandes Manœuvres), regia di René Clair (1955)
- A piedi... a cavallo... in automobile (À pied, à cheval et en voiture), regia di Maurice Delbez (1957)
- Le Mariage, episodio di La francese e l'amore (La française et l'amour), regia di René Clair (1960)
- Il re di Roma - Aquila imperiale (Napoléon II, l'aiglon), regia di Claude Boissol (1961)
- La bella americana (La belle Américaine), regia di Robert Dhéry (1962)
- La signora dell'auto con gli occhiali e un fucile (The Lady in the Car with Glasses and a Gun), regia di Anatole Litvak (1970)
- Lucky Luke, regia di René Goscinny (1971) - voce
- La polizia indaga: siamo tutti sospettati (Les Suspects), regia di Michel Wyn (1974)
- Lucky Luke - La ballata dei Dalton (La ballade des Dalton), regia di René Goscinny e Morris (1978) - voce
- La banchiera (La Banquière), regia di Francis Girod (1980)
- Diva, regia di Jean-Jacques Beineix (1981)
- Croce e delizia, regia di Luciano De Crescenzo (1995)